# トランペットフィッシュ (潜水艦)
トランペットフィッシュ (USS Trumpetfish, SS-425) は、アメリカ海軍の潜水艦。バラオ級潜水艦の一隻。艦名はヘラヤガラの英語名に因んで命名された。

## 艦歴
トランペットフィッシュは1943年8月23日にペンシルベニア州フィラデルフィアのクランプ造船所で起工した。1945年5月13日にオズワルド・S・コルクロウ夫人によって命名、進水し、1946年1月29日に艦長ラファエル・C・ベニテス少佐の指揮下就役する。
就役後、1946年の早春にカリブ海での整調および親善訪問を行ったトランペットフィッシュは、その後真珠湾に向かった。ハワイ海域での訓練活動におけるハイライトは、第二次世界大戦末期に捕獲した伊四〇〇型潜水艦の雷撃による海没処分であった。
コネチカット州ニューロンドンに帰還し、沿岸での訓練活動に従事したトランペットフィッシュは、1946年末に短期間アナポリスを拠点として海軍兵学校生の訓練巡航を行った。1947年の夏には GUPPY 改修が行われ、船体の流線型化、シュノーケルの増設、大容量バッテリーの増設が行われた。改修により艦の攻撃能力は増強され、水中での最大速度も増加した。
トランペットフィッシュはフロリダ州キーウェストを拠点とした第4潜水戦隊に配属され、東海岸での活動および訓練演習に従事した、1953年9月、NATOの演習「Mariner」に参加し、続いて第6艦隊と共に地中海への配備が行われた。
地中海配備から帰国後、トランペットフィッシュは1955年まで東海岸およびカリブ海で活動した。1956年1月から2月までキーウェスト沖で活動した後、グアンタナモ湾に移動し艦隊訓練部隊での任務に従事した。7月にはメリーランド州アナポリスからグアンタナモ湾まで海軍兵学校生の訓練巡航を行い、その後通常任務を再開した。
1956年の秋、トランペットフィッシュは対潜攻撃部隊に加わりヨーロッパおよび中東での配備に入る。1956年10月1日にノーフォークを出航し、大西洋の横断後ヨーロッパ海域で訓練演習に参加した。フランスのブレストを訪問後、レバントでの危機発生の報を受け取る。
エジプトのナーセル大統領がスエズ運河の国有化を宣言し、それを発端として第二次中東戦争が勃発した。イギリスとフランスの両国はイスラエルを支援し、エジプトに対する攻撃を行った。トランペットフィッシュは直ちにクレタ島のソウダ湾に向かい、第6艦隊と合流、中東の平和維持任務に派遣された。11月に停戦合意がなされると、トランペットフィッシュはイタリア海軍艦隊と共に地中海の巡航を再開し、1957年1月28日にキーウェストへ帰還した。
トランペットフィッシュはキーウェスト沖での作戦活動に従事し、8月29日にヨーロッパに向けて出航、NATOの演習に参加した。NATO諸国の航空、海上、潜水部隊はその防衛能力向上のため訓練演習を行った。トランペットフィッシュは10月25日にキーウェストに帰還し、1959年まで母港を拠点として訓練演習に従事した。
次の地中海配備でトランペットフィッシュは、コルシカ島とサルデーニャ島の間のボニファシオ海峡を、シュノーケルを使って潜航した。1959年8月、大西洋艦隊の分散計画に基づきトランペットフィッシュはその母港をサウスカロライナ州チャールストンに変更する。1960年1月から2月にかけて北大西洋で作戦活動に従事し、その後スコットランドを短期間訪問する。続いて大西洋西部での演習に参加し、1961年に入るとチャールストンでGUPPY III改修が行われた。同改修でトランペットフィッシュは船体が15フィート延長され、兵装および電子機器の改良、航続距離の拡大が行われた。
トランペットフィッシュは任務を再開し、チャールストンを拠点とした沿岸での対潜水艦戦訓練活動と、地中海での第6艦隊配備を交互に行った。1962年10月のキューバ危機においては緊急の作戦活動に参加している。その後は母港沿岸およびカリブ海での数度の艦隊演習に参加した。1965年に定時のオーバーホールが行われた後、演習「Plumb Bob I」および「Minibox」に参加した。1966年初頭の地中海配備の後、トランペットフィッシュは演習「Plumb Bob II」に参加し、続いてデヴィッド・テイラー試験水槽での実験に参加した。
その後対潜水艦戦部隊の支援任務に配属されたトランペットフィッシュは、機雷敷設および偵察任務に従事した。1970年1月12日、チャールストンを出航しケープケネディに向かい、途中レモラ (USS Remora, SS-487) と共に訓練演習を行った。1月16日から18日までケープケネディを訪問し、その後フロリダ州フォートローダーデールの海軍兵器試験廠 (Naval Ordnance Laboratory Test Facility, NOLTF) での任務に従事した。 NOLTF での10日間の任務で、トランペットフィッシュはヘンリー・クレイ (USS Henry Clay, SSBN-625) と共に、2月6日から8日までフロリダ沖での弾道核ミサイルの公試を行った。演習「Springboard」および「Exotic Dancer III」に参加した後、トランペットフィッシュはペンシルベニア州フィラデルフィアに向かい、1970年の夏から12月までのオーバーホールが行われた。
長期にわたるオーバーホールの後、トランペットフィッシュは東海岸で回復訓練および定期訓練を行い、春にはカリブ海に向かった。5月7日から14日まで西ドイツ海軍の駆逐艦リュッチェンス (FGS Lütjens, D185) と共に活動し、この間、リュッチェンスと乗組員の交換勤務を行い、これは価値のある有益な経験となった。
艦隊機雷試験参加後の6月5日、トランペットフィッシュは6週間の配備前維持を開始し、7月12日から7月16日まで海上公試を行った。7月23日に南米海域に向けて出航、演習「Unites XII」に参加するため第86任務部隊に合流し、8月6日にコロンビアのカルタヘナに到着した。8月20日に赤道を横断し、8月30日にペルーのカヤオに寄港、その後パナマ運河を通過して太平洋側に移動した。カヤオへの4日間の訪問の後、第86任務部隊と共に2週間活動し、9月17日にチリのバルパライソに到着した。
トランペットフィッシュは内陸水路とマゼラン海峡を横断し、10月4日にチリのプンタ・アレーナスに到着した。その後南米の大西洋岸で演習「Unites XII」に参加し、アルゼンチンのマールデルプラタ、ブラジルのリオデジャネイロを訪問し、12月2日にベネズエラのラ・グアイラで第86任務部隊に再合流した。その4日後に任務部隊と分かれチャールストンに向けて出航、母港には1971年12月16日に到着した。
トランペットフィッシュは1972年まで第4潜水戦隊と共にチャールストンを拠点として活動した。1973年1月25日に再びカリブ海へ展開し、30日に帰還する。その後ロードアイランド州ニューポート沖で水雷試験を行い、5月にはプエルトリコのサンフアンでイギリス航空母艦アーク・ロイヤル (HMS Ark Royal, R09) と共に作戦活動に従事した。フロリダ州ジャクソンヴィルから第11偵察航空団と共に維持、定期訓練を行い、8月15日にチャールストンに到着、退役の準備に入った。
1973年10月15日にトランペットフィッシュはチャールストンで退役した。トランペットフィッシュは除籍後、ブラジル政府に売却された。
ブラジル海軍ではゴイアス州に因んでゴイアス (Goias, S-15) の艦名で就役し、エドゥアルド・ルッソ中佐が初代艦長として就任した。ゴイアスは1990年4月16日にブラジル海軍から除籍された。